# Reduktor mechaniczny

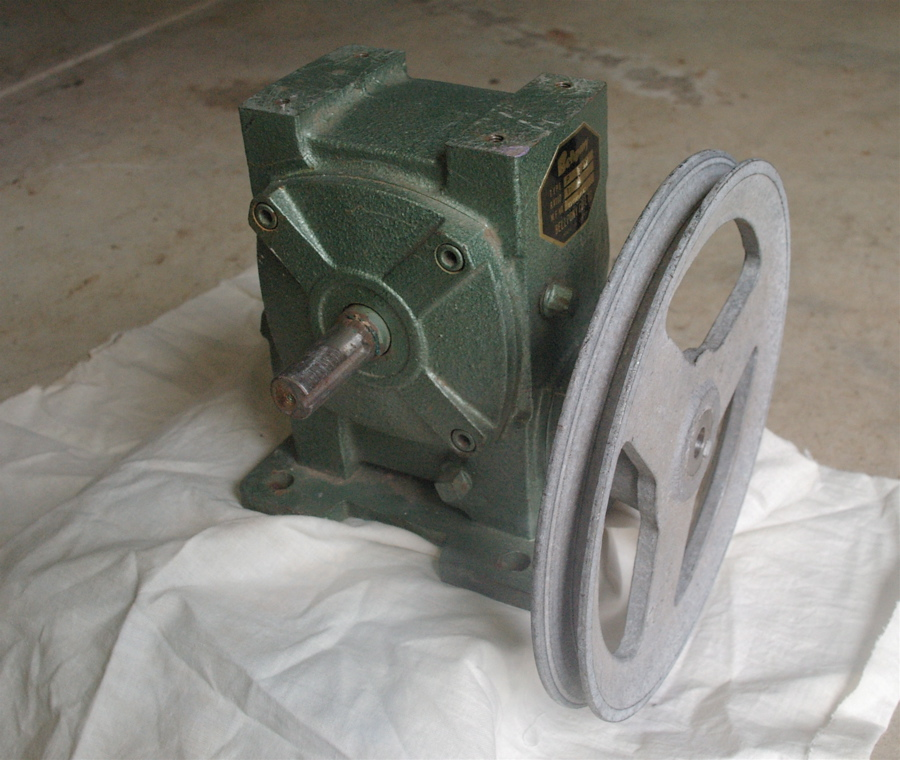
Reduktor ślimakowy - na wałku wejściowym - koło pasowe

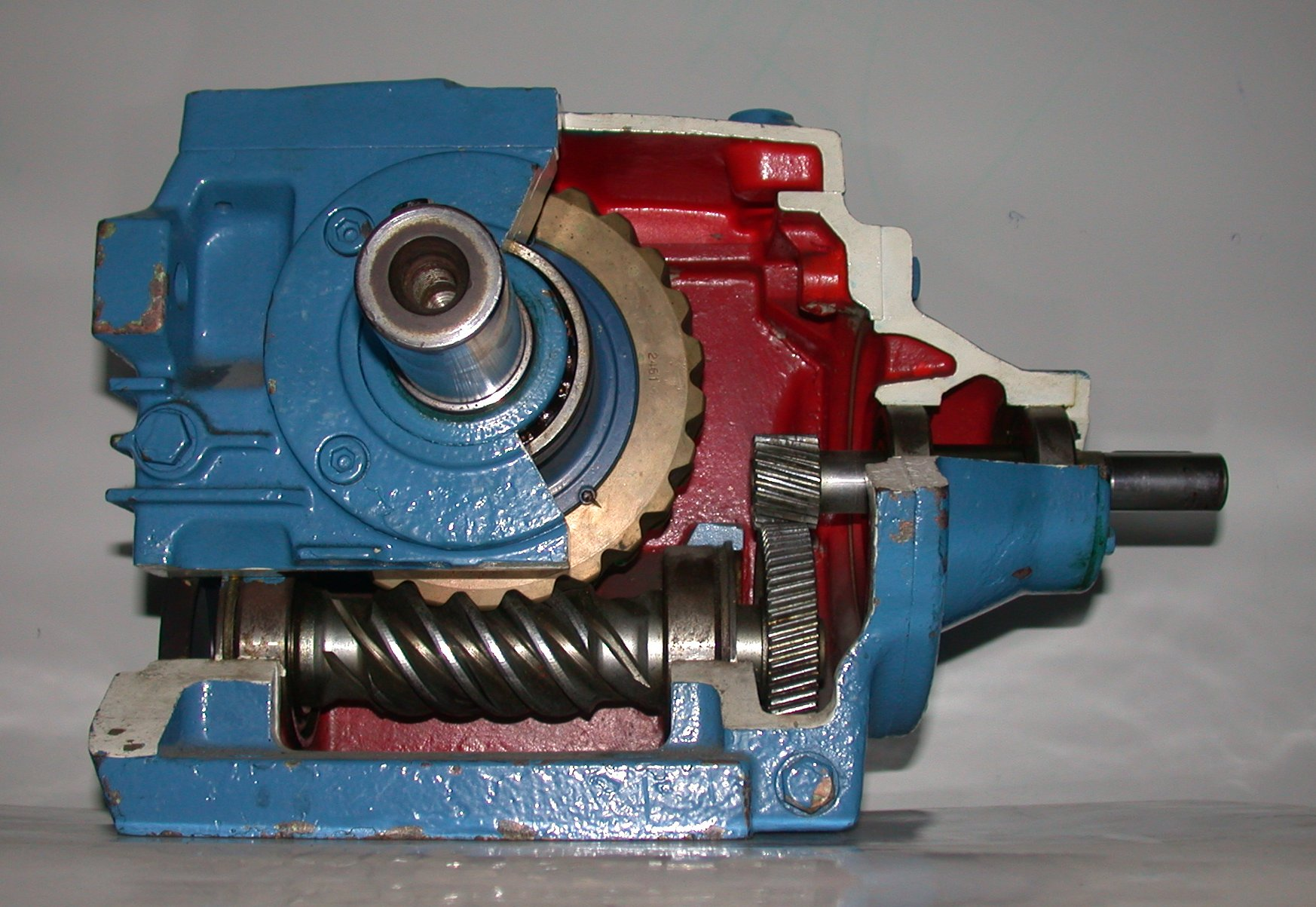
Dwustopniowy reduktor z przekładnią walcową na wejściu i przekładną ślimakową

Reduktor – w mechanice i budowie maszyn przekładnia (zazwyczaj zębata), w której człon napędzany ma mniejszą prędkość niż człon napędzający. Przełożenie reduktora określone jako stosunek prędkości kątowej wałka napędowego do prędkości kątowej wałka napędzanego jest większe od 1.

## Zastosowanie

Jeżeli w przekładni zębatej koło o mniejszej średnicy jest kołem napędzającym, mamy do czynienia z reduktorem.

Reduktory stosowane są przede wszystkim do zwiększenia użytecznego momentu obrotowego, kosztem prędkości obrotowej. 

### W motoryzacji
W pojazdach samochodowych reduktor może być wbudowany w most napędowy lub występować jako oddzielny element. Często stanowi on dodatkowy człon skrzynki biegów. Reduktory występujące jako oddzielny element zbudowane są najczęściej z kilku przekładni zębatych. Spotyka się również rozwiązania z przekładniami planetarnymi oraz konstrukcje mieszane. Reduktory mogą występować jako dodatkowa skrzynka dwu- lub wielobiegowa.
Innym typem reduktorów są zwolnice lub przekładnie boczne. Są to reduktory ustawione przy kole lub bezpośrednio w piaście koła napędowego samochodu. W pojazdach gąsienicowych znajdują się pomiędzy mechanizmami skrętu a kołami napędzającymi gąsienicę. Zwolnice i przekładnie boczne mogą być wykonane jako przekładnie walcowe (zewnętrzne lub wewnętrzne), przekładnie stożkowe lub przekładnie planetarne.

### W przyrządach precyzyjnych
Reduktory znajdują zastosowanie w dokładnych mechanizmach pozycjonujących, gdzie szeroki zakres ruchu elementu zadającego ruch (np. ręczne pokrętło) musi być przełożony na wąski zakres ruchu elementu pozycjonowanego (np. blat stolika mikrometrycznego).